# Romi Spada
Romi Spada –conocido como Romedi Spada– (8 de marzo de 1925-30 de julio de 2004) fue un deportista suizo que compitió en bobsleigh. Ganó una medalla de plata en el Campeonato Mundial de Bobsleigh de 1950, en la prueba cuádruple.

## Palmarés internacional
| Campeonato Mundial | Campeonato Mundial         | Campeonato Mundial | Campeonato Mundial |
| Año                | Lugar                      | Medalla            | Prueba             |
| ------------------ | -------------------------- | ------------------ | ------------------ |
| 1950               | Cortina d'Ampezzo (Italia) | Medalla de plata   | Cuádruple          |